# Burebista

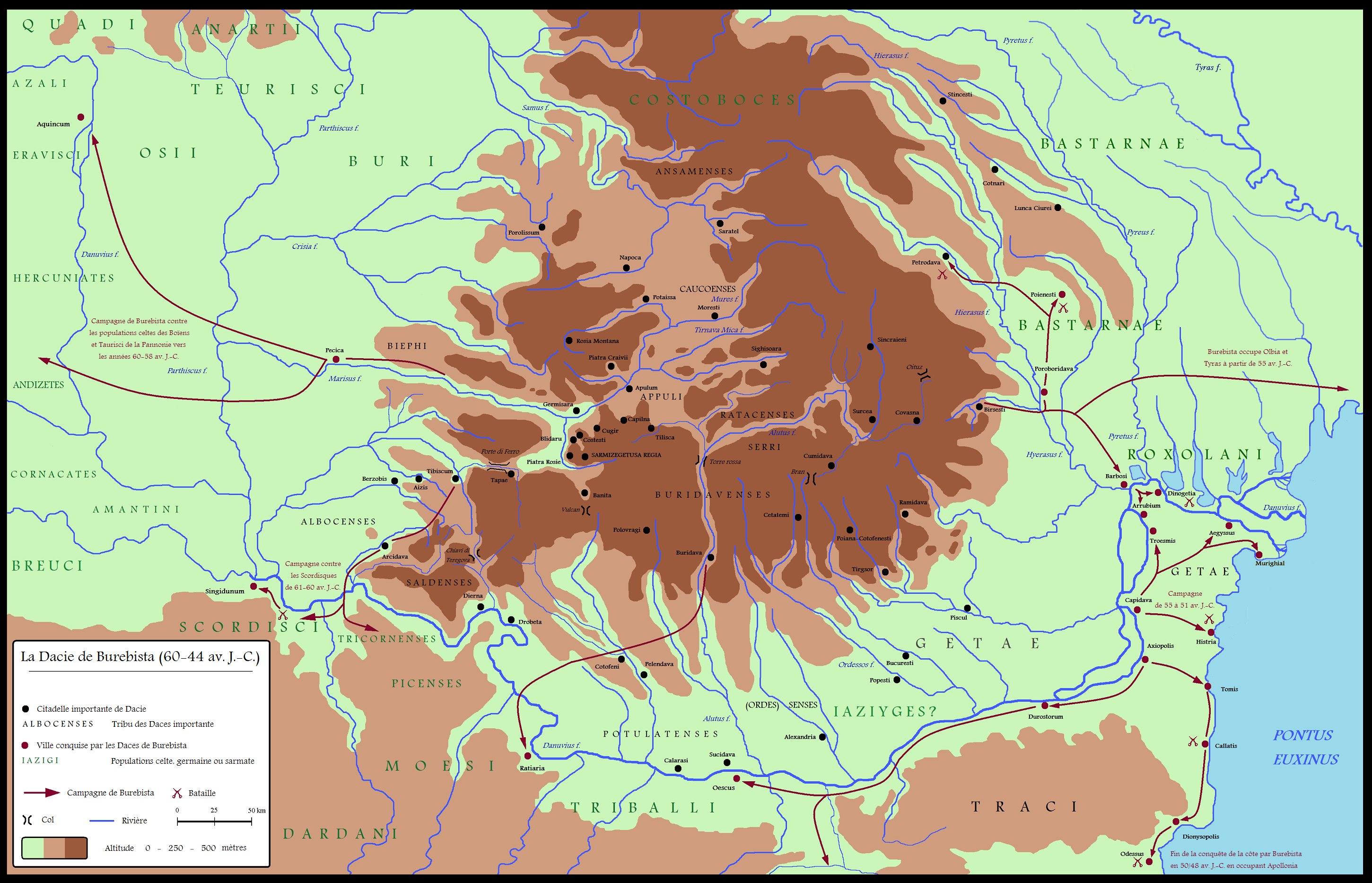
Bản đồ khu vự trong các chiến dịch của Burebista

Burebista (tiếng Hy Lạp cổ: Βυρεβιστα, Βυρεβιστας, Βοιρεβίστας) là vua của Getae và người Dacia, vị vua đã lần đầu thống nhất các bộ lạc và làm vua từ năm 82 đến 44 trước Công nguyên. Ông đã chỉ huy các cuộc cướp bóc và chinh phục trên khắp Trung Âu và Đông Nam Âu, chinh phục hầu hết các bộ lạc lân cận. Dưới sự lãnh đạo của Burebista, Dacia trở thành một quốc gia hùng mạnh và thậm chí còn đe dọa cả một số vùng của Đế quốc La Mã. Trước tình cảnh đó, hoàng đế Julius Caesar dự định mở một chiến dịch lớn chống lại người Dacia nhưng ông đã bị ám sát vào năm 44 trước công nguyên. Sau khi ông bị ám sát trong một âm mưu bên trong, Vương quốc Dacia bị phân thành những quốc gia nhỏ hơn rồi tái thống nhất lại vào năm 95 dưới sự cai trị của vua Decebalus.

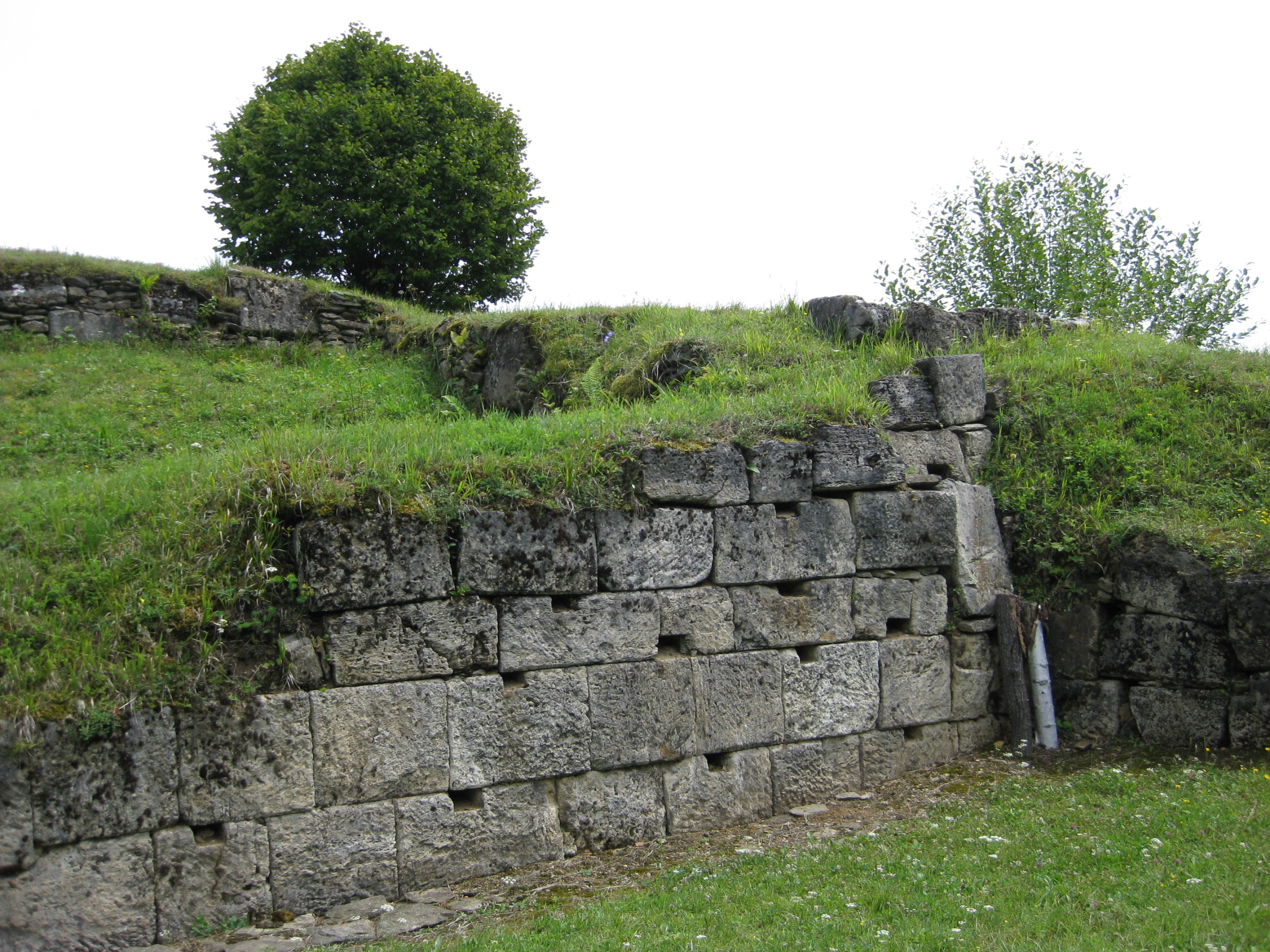
Tường thành của pháo đài Blidaru (Hạt Hunedoara, România), được xây bởi vương quốc của Burebista

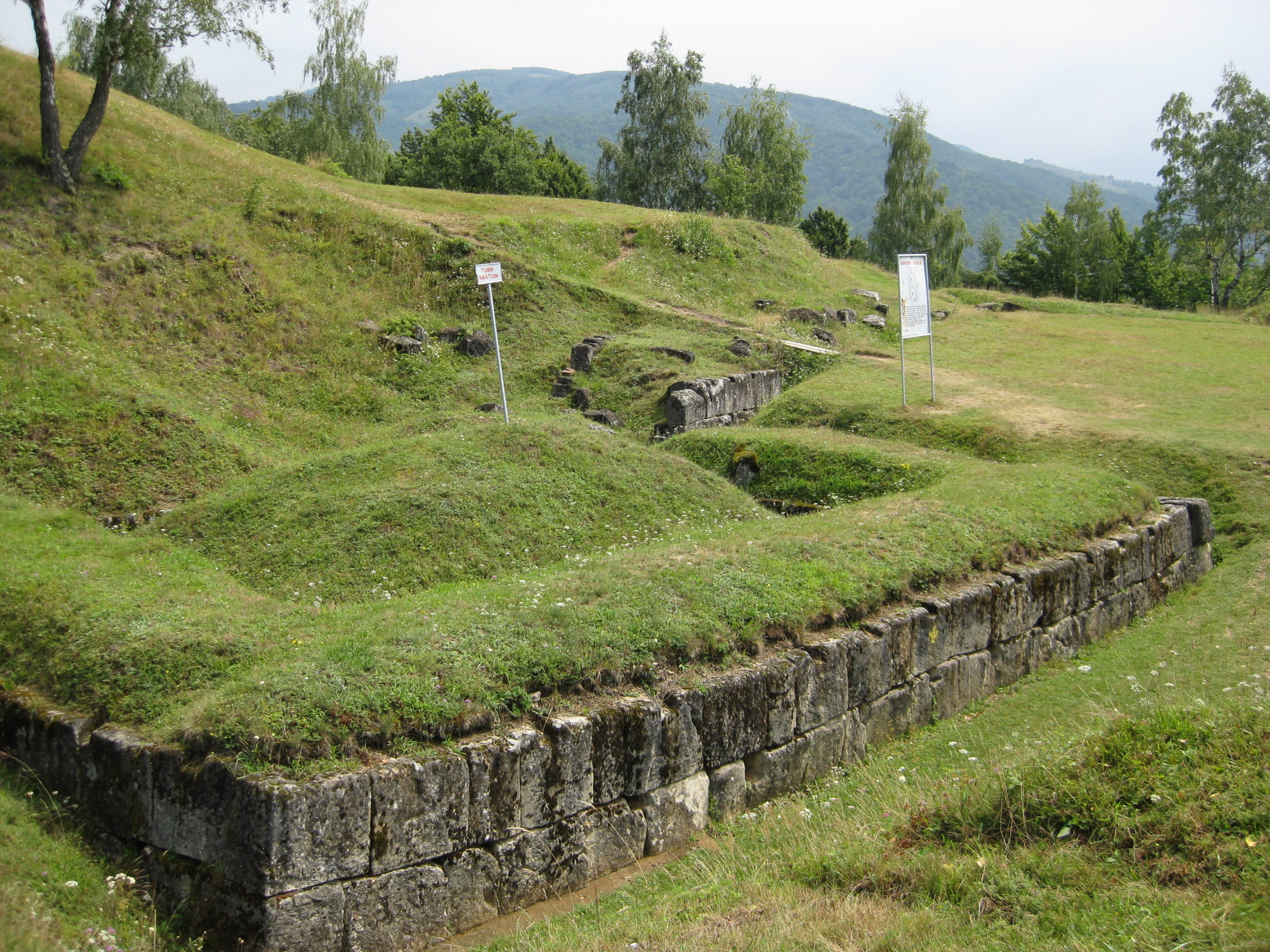
Các bức tường thành của pháo đài Costeşti